# Pait (Kasembon)
Pait is een bestuurslaag in het regentschap Malang van de provincie Oost-Java, Indonesië. Pait telt 4177 inwoners (volkstelling 2010).